# مون ژان
مون ژان (به فرانسوی: Mont Jean) یک منطقهٔ مسکونی در فرانسه است که در سن بارتلمی در  کارائیب واقع شده‌است. مون ژان در قسمت شمال شرقی جزیره واقع شده است.